# Château de Chermont
Pour les articles homonymes, voir Chermont (homonymie).
Le château de Chermont est un édifice situé à Creuzier-le-Neuf, en France, détruit par un incendie en 1936.

## Localisation
Le château de Chermont est situé sur le territoire de la commune de Creuzier-le-Neuf, dans le département de l'Allier, en région Auvergne-Rhône-Alpes. Le château s'élevait sur une éminence naturelle, au nord de la commune, à la limite de Saint-Germain-des-Fossés, dans un parc boisé accessible par la D 77.

## Description
Maurice de Chacaton a fait refaire la demeure sous la direction de René Moreau, architecte moulinois. La décoration intérieure fut assurée par P. Buvat, et les jardins dessinés par la société Treyve, horticulteurs-paysagistes de Moulins.

## Historique
Le château est issu du démembrement du fief de Saint-Germain, au profit de Gaspard de Saulzet, écuyer, conseiller du roi. Antoinette du Saulzet apporte Chermont à la famille de Jean Guérin en 1622. Leur fils Claude achète la charge de trésorier de France à Moulins en 1657. Le château a été racheté en 1899 par Maurice de Chacaton, fils d'Henri de Chacaton.
Le château a été ravagé par un incendie qui s'est déclaré le 11 mars 1936 et a duré toute la nuit. Les pompiers n'ont pu intervenir efficacement en raison de la difficulté d'accès à l'eau. Une partie du mobilier a pu être sauvée. D'autres bâtiments du domaine n'ont pas été touchés.